# Station Amsterdam Science Park
Station Amsterdam Science Park is een spoorwegstation tussen station Amsterdam Muiderpoort en station Diemen dat gerealiseerd is om het Science Park Amsterdam en de bestaande woningbouw in de Amsterdamse wijk Watergraafsmeer te ontsluiten. Het station ligt naast het rangeerterrein Watergraafsmeer.
Door vertragingen met betrekking tot de bouw van het Science Park was er in 2005 nog onduidelijkheid over de bouw van het station. In 2006 besloten de Nederlandse Spoorwegen het station op te nemen in hun planning voor de periode 2007 - 2012, en in juni 2009 werd begonnen met de aanleg. Op 13 december 2009 heeft de toenmalig Amsterdamse burgemeester Job Cohen het station officieel geopend. Dit is op de eerste dag van dienstregeling 2010.

## OV-chipkaart
Dit station is afgesloten met OVC-poorten.

## Treinen
De volgende treinseries stoppen te Amsterdam Science Park:
| Serie | Treinsoort    | Route | Bijzonderheden                                                                                     |
| ----- | ------------- | --- | -------------------------------------------------------------------------------------------------- |
| 4600  | Sprinter (NS) | Amsterdam Centraal – Amsterdam Science Park – Weesp – Almere Centrum – Almere Buiten – Almere Oostvaarders  | Rijdt niet na circa 20:00 uur, op zaterdag voor circa 9:00 uur en op zondag voor circa 10:00 uur.  |
| 5800  | Sprinter (NS) | Amersfoort Vathorst – Amersfoort Centraal – Hilversum – Weesp – Amsterdam Science Park – Amsterdam Centraal | Rijdt in de vroege ochtend en na 22:30 uur niet tussen Amersfoort Vathorst en Amersfoort Centraal. |

## Bussen
Bij het station ligt een bushalte welke bediend wordt door de GVB (Concessie Amsterdam).
- Lijn 40: Amstelstation - Watergraafsmeer - Science Park - Muiderpoortstation

## Ontwikkeling aantal reizigers
Het aantal door NS vervoerde reizigers (per gemiddelde werkdag) ontwikkelde zich sedert 2019 als volgt:
| Jaar | Aantal reizigers |
| ---- | ---------------- |
| 2019 | 4.869            |
| 2020 | 2.131            |
| 2021 | 2.357            |
| 2022 | 3.665            |
| 2023 | 4.525            |
| 2024 | 4.164            |

## Afbeeldingen

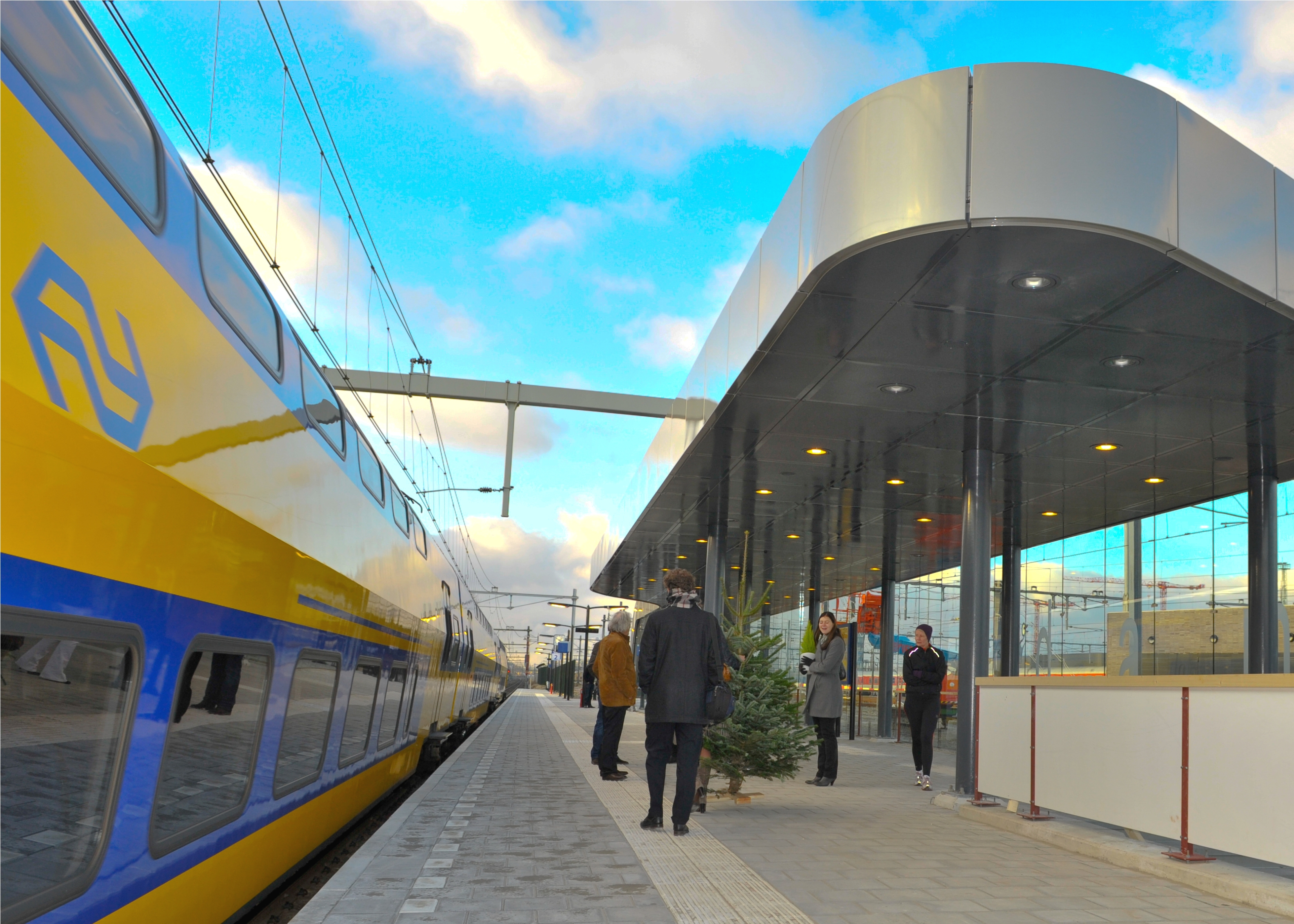
Station tijdens opening
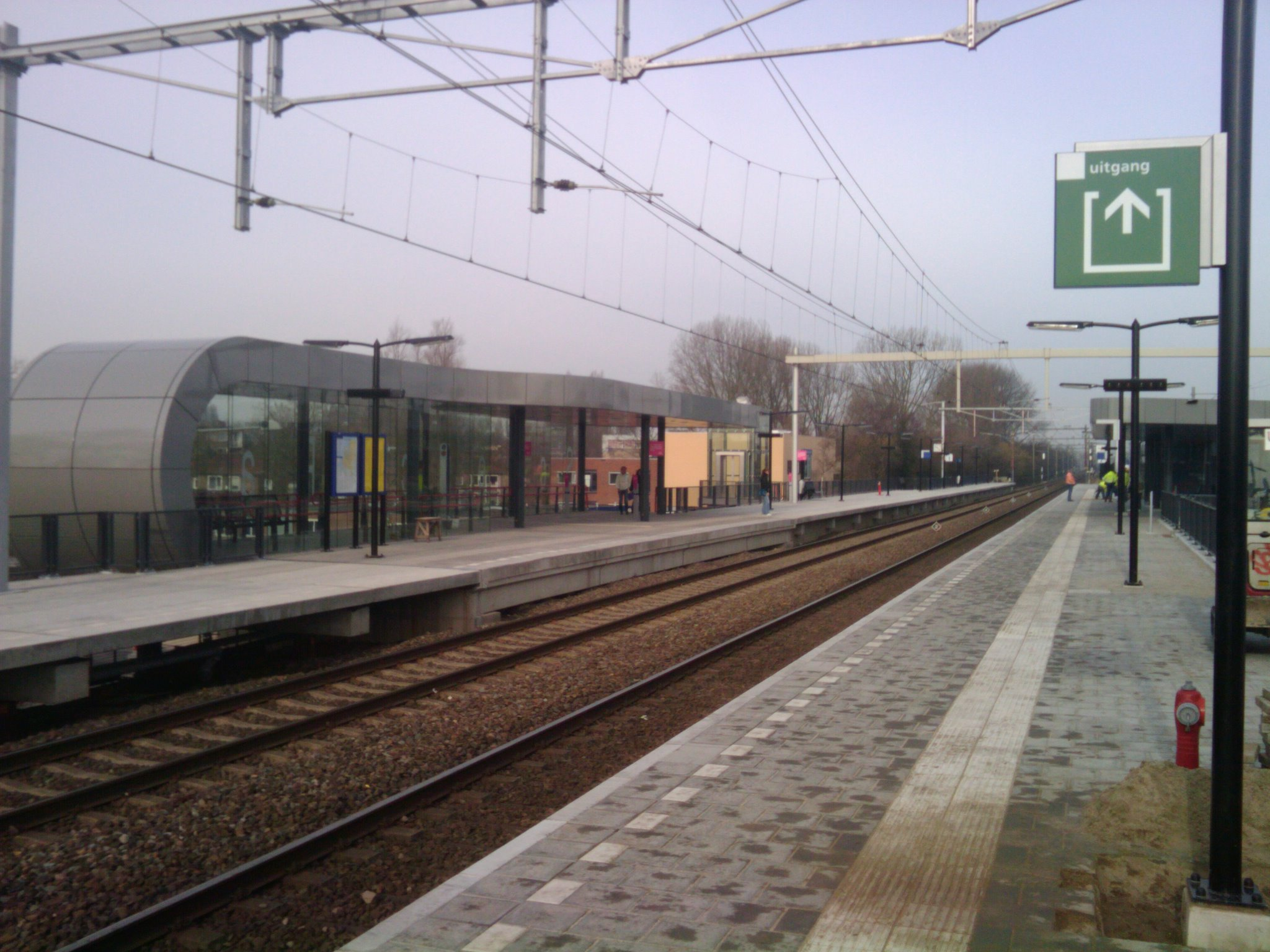
Perrons (2010)
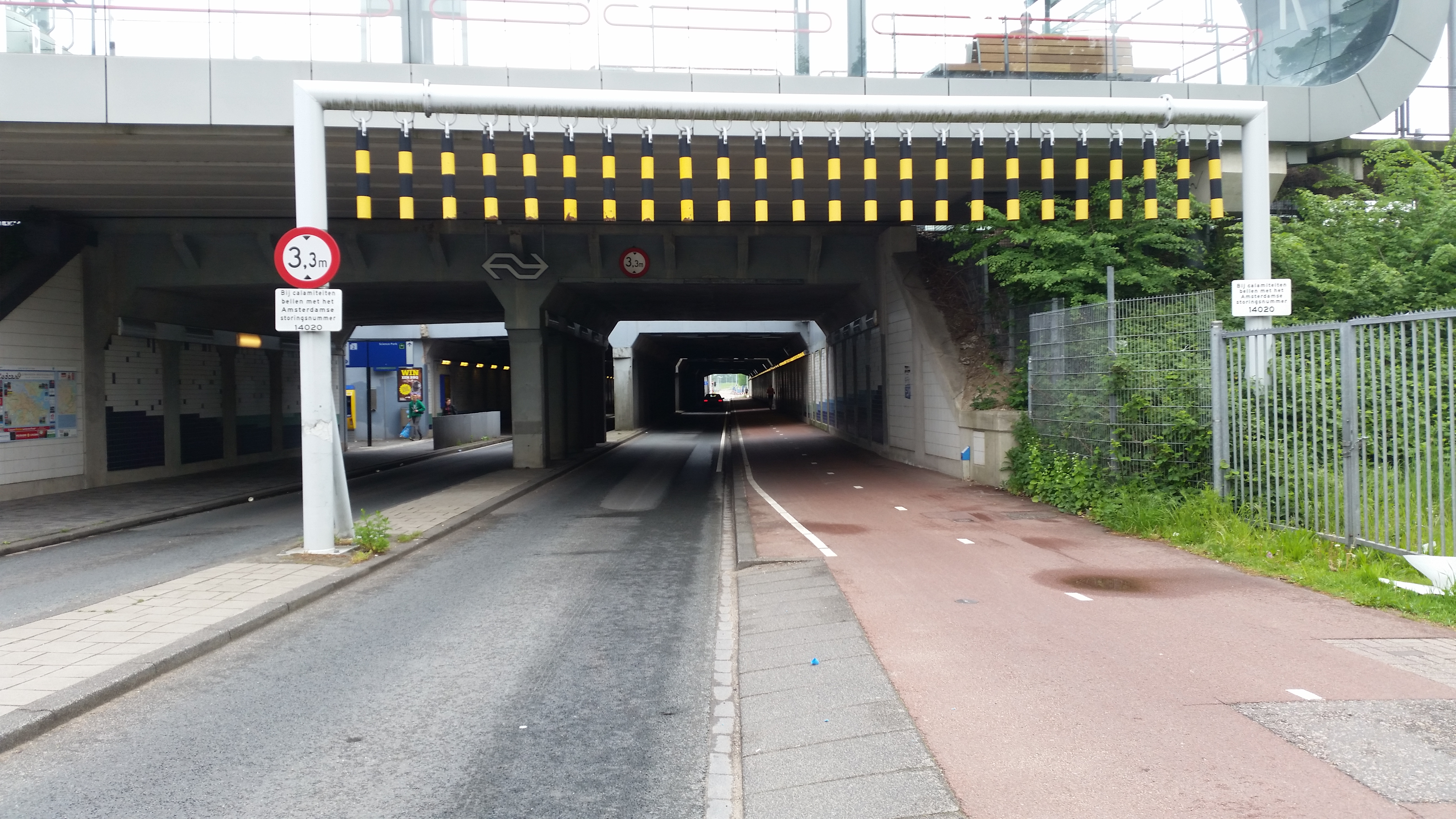
Tunnel onder de sporen
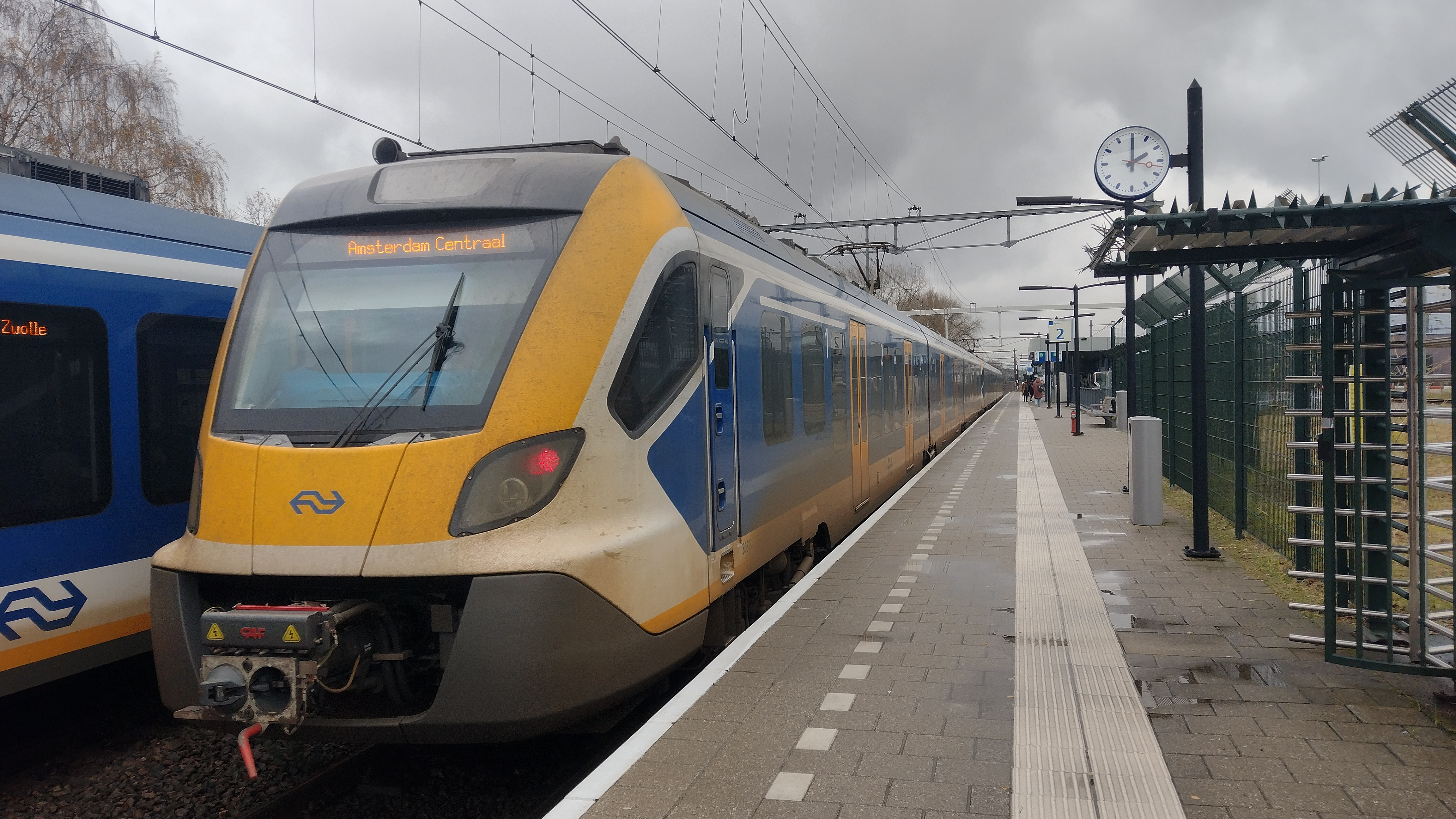
SNG op het station
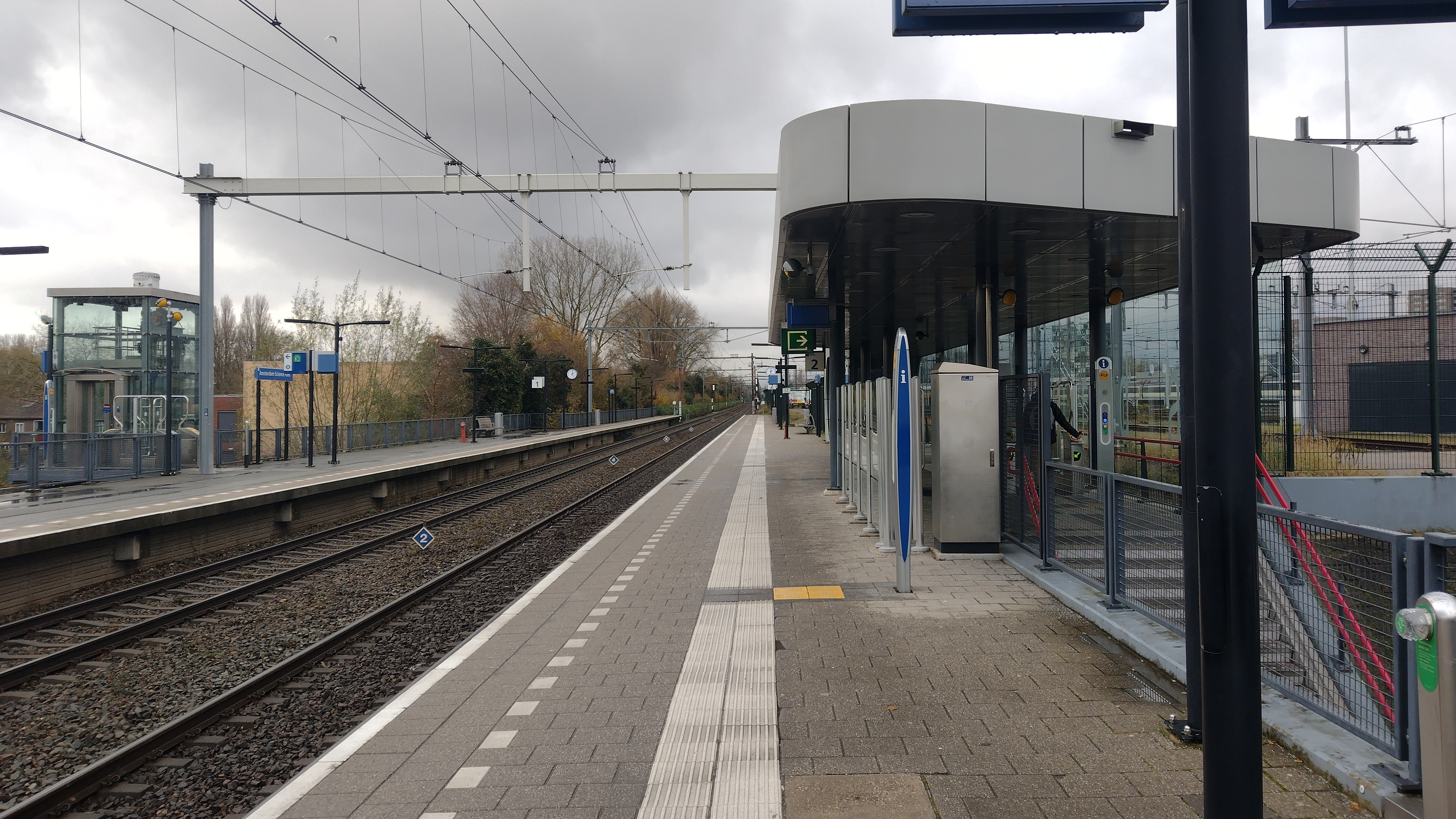
Perrons